# Hannu Tihinen
Hannu Tihinen   (Keminmaa, 1 de juliol de 1976) és un exfutbolista finlandès de la dècada de 2000.
Fou 76 cops internacional amb la selecció finlandesa.
Pel que fa a clubs, destacà a Viking, West Ham United FC, RSC Anderlecht i FC Zürich.